# Малахим
Малахим — алфавит, созданный в XVI веке Корнелием Агриппой для оккультических целей на основе греческого алфавита и еврейского письма. Упоминается в его сочинении «Оккультная философия». В настоящее время в основном используется вольными каменщиками.
Название происходит от множественного числа еврейского слова מלאך, что означает «ангел» или «вестник».

## Алфавит
Алфавит является зашифрованным еврейским алфавитом. Как и у того, направление письма — справа налево.
|       |       |        |       |      |     |      |     |
| Алеф  | Бет   | Гимель | Далет | Хе   | Вав | Заин | Хет |
|       |       |        |       |      |     |      |     |
| Тет   | Йуд   | Каф    | Ламед | Мем  | Нун | Тав  | Шин |
|       |       |        |       |      |     |      |     |
| Самех | Самех | Аин    | Пе    | Цади | Куф | Реш  |     |